# Mastacembelidae
La famiglia Mastacembelidae comprende 78 specie di pesci d'acqua dolce appartenenti all'ordine Synbranchiformes.

## Distribuzione e habitat
Questi pesci sono diffusi nell'Africa centrale compresa tra i tropici (alcune specie sono edemiche dei laghi della Rift Valley e in Asia (dal Medio Oriente all'arcipelago malese fino alla Cina). Abitano ambienti molto diversi, grandi laghi, fiumi e paludi. Alcune specie superano la stagione secca scavando buche lungo le rive o i fondali prosciugati, dove si rintanano per alcuni mesi, fino alla successiva stagione delle piogge.

## Descrizione
Il muso è appuntito, rivolto verso il basso, con bocca piuttosto grande e due narici tubolari. Il corpo è serpentiforme, ma molto compresso ai fianchi. La prima parte della pinna dorsale è costituita da corti raggi robusti, la seconda parte da raggi molli; la pinna anale è speculare alla dorsale, ed entrambe finiscono alla radice della pinna caudale, molto piccola e confondibile con le altre due pinne.

La livrea è differente per ogni specie, anche se tendenzialmente è bruno chiaro macchiata o striata di bruno.

I Mastacembelidi sono in grado di respirare anche fuori dall'acqua, poiché le loro branchie sono ricoperte di muco vischioso, che permette comunque lo scambio gassoso del sangue in questi tessuti.
Le dimensioni variano dai 7 cm di Mastacembelus latens ai 100 cm di Mastacembelus erythrotaenia.

## Alimentazione
Si nutrono di vermi, insetti, pesci e crostacei.

## Pesca
In alcune zone molte specie della famiglia sono considerate una leccornia.

## Acquariofilia
Alcune specie sono commercializzate per l'allevamento in acquariofilia, destinate ad essere allevate in acquari di biotopo o con grandi compagni di vasca.

## Classificazione
In una valutazione della famiglia eseguita nel 2004 le sottofamiglie dei Mastacembelidi furono riconosciute non adeguate e quindi cancellate dalla tassonomia. Durante la stessa analisi i generi Caecomastacembelus e Aethiomastacembelus furono riclassificati come sinonimi del genere Mastacembelus.

## Generi
Le 78 specie sono state classificate in 3 generi:
- Macrognathus
- Mastacembelus
- Sinobdella